# 拉贝尔 (佛罗里达州)
拉贝尔（英語：LaBelle）是美国佛罗里达州亨德里縣下属的一座城市。建立于1925年。面积约为9.2平方公里（约合3.6平方英里）。根据2020年美國人口普查，该市有人口4,966人。论人口在本州排行第219。